# Skivsjö
Skivsjö is een plaats in de gemeente Vindeln in het landschap Västerbotten en de provincie Västerbottens län in Zweden. De plaats heeft 97 inwoners (2005) en een oppervlakte van 39 hectare. De plaats ligt aan het meer Skivsjön, op ongeveer 25 kilometer afstand van de plaats Vindeln.